# Tetramesa agropyrocola
Tetramesa agropyrocola är en stekelart som först beskrevs av Phillips och Carlo Emery 1919.  Tetramesa agropyrocola ingår i släktet Tetramesa och familjen kragglanssteklar. Inga underarter finns listade i Catalogue of Life.